# T26 (水雷艇)
T26はドイツ海軍の水雷艇。1939型。

## 艦歴
1943年2月27日就役。
1943年9月フランスへ進出。
10月23日封鎖突破船ミュンスターラント攻撃に出撃してきたイギリス艦隊と交戦。イギリス側は軽巡洋艦カリブディス、駆逐艦グレンヴィル、ロケット、リンボーン、ウェンスリーデイル、タリボント、スティーブンストンであったのに対しドイツ側は水雷艇T22、T23、T25、T26、T27と戦力はイギリスのほうが優勢であったが、ドイツの水雷艇はT25を除く4隻が雷撃を行いカリブディスとリンボーンを撃沈した。
12月24日封鎖突破船オゾルノの護衛に出撃。
12月27日封鎖突破船アルステルウーファーを出迎えるため出撃。28日駆逐艦Z23、Z24、Z27、Z32、Z37水雷艇T22、T23、T24、T25、T26、T27からなるドイツ艦隊はイギリスの軽巡洋艦エンタープライズ、グラスゴーと交戦し、この戦闘でT26を含むドイツ艦3隻が撃沈された。T26は英軽巡洋艦の砲撃で損傷し、最後はエンタープライズの雷撃で撃沈された。生存者は19名であった。